# Тимківська сільська рада
Ти́мківська сільська́ ра́да — колишня  адміністративно-територіальна одиниця та орган місцевого самоврядування в Кодимському районі Одеської області. Адміністративний центр — село Тимкове.

## Загальні відомості
Тимківська сільська рада утворена в 1926 році.
- Територія ради: 53,36 км²
- Населення ради: 882 особи (станом на 2001 рік)

## Населені пункти
Сільській раді підпорядковані населені пункти:
- с. Тимкове
- с. Кирилівка

## Населення
Згідно з переписом УРСР 1989 року чисельність наявного населення сільської ради становила 979 осіб, з яких 405 чоловіків та 574 жінки.
За переписом населення України 2001 року в сільській раді мешкало 880 осіб.

### Мова
Розподіл населення за рідною мовою за даними перепису 2001 року:
| Мова       | Відсоток |
| ---------- | -------- |
| українська | 92,74 %  |
| російська  | 4,08 %   |
| молдовська | 3,06 %   |

## Склад ради
Рада складається з 16 депутатів та голови.
- Голова ради: Крисюн Людмила Володимирівна
- Секретар ради: Калдар Лариса Володимирівна

### Керівний склад попередніх скликань
| Прізвище, ім'я, по батькові  | Основні відомості                                                         | Дата обрання | Дата звільнення |
| ---------------------------- | ------------------------------------------------------------------------- | ------------ | --------------- |
| Крисюн Людмила Володимирівна | Сільський голова, 1962 року народження, освіта вища, позапартійна         | 26.03.2006   | 31.10.2010      |
| Крисюн Людмила Володимирівна | Сільський голова, 1962 року народження, освіта вища, член Партії регіонів | 31.10.2010   |                 |

Примітка: таблиця складена за даними сайту Верховної Ради України

### Депутати
За результатами місцевих виборів 2010 року депутатами ради стали:

#### За суб'єктами висування
| Суб'єкт висування                                       | Кількість обраних депутатів | %    |
| ------------------------------------------------------- | --------------------------- | ---- |
| Партія регіонів                                         | 10                          | 62,5 |
| Політична партія Всеукраїнське об'єднання «Батьківщина» | 4                           | 25   |
| Народна партія                                          | 1                           | 6,3  |
| Самовисування                                           | 1                           | 6,3  |

#### За округами
| № округу                                                | Прізвище, ім'я, по батькові      | Дата визнання обраним | Освіта             | Партійна приналежність                | Відомості про обраного депутата                       |
| ------------------------------------------------------- | -------------------------------- | --------------------- | ------------------ | ------------------------------------- | ----------------------------------------------------- |
| Народна Партія                                          |                                  |                       |                    |                                       |                                                       |
| 6                                                       | Гордєєва Ольга Віталіївна        | 05.11.2010            | вища               | член Народної партії                  | Тимківська бібліотека, бібліотекар                    |
| Партія регіонів                                         |                                  |                       |                    |                                       |                                                       |
| 1                                                       | Томишинець Іван Петрович         | 05.11.2010            | середня            | член Партії регіонів                  | Тимківська загальноосвітня школа І-ІІІ ст., кочегар   |
| 3                                                       | Йовса Надія Василівна            | 05.11.2010            | вища               | член Партії регіонів                  | Тимківський будинок культури, директор                |
| 7                                                       | Тоток Валентин Дмитрович         | 05.11.2010            | середня спеціальна | член Партії регіонів                  | Слобідська залізниця, монтер                          |
| 8                                                       | Калдар Лариса Володимирівна      | 05.11.2010            | вища               | член Партії регіонів                  | Тимківська сільська рада, секретар                    |
| 9                                                       | Томіліна Валентина Володимирівна | 05.11.2010            | середня спеціальна | позапартійна                          | Тимківське поштове відділення, листоноша              |
| 10                                                      | Бєні Віра Вікторівна             | 05.11.2010            | середня спеціальна | член Партії регіонів                  | Кодимський район електромереж, контролер              |
| 11                                                      | Корлетар Тетяна Василівна        | 05.11.2010            | середня спеціальна | член Партії регіонів                  | тимчасово не працює                                   |
| 13                                                      | Єгорова Наталія Миколаївна       | 05.11.2010            | середня            | член Партії регіонів                  | тимчасово не працює                                   |
| 14                                                      | Швець Ніна Андріївна             | 05.11.2010            | середня спеціальна | член Партії регіонів                  | прикордонна застава, прибиральниця                    |
| 15                                                      | Ломова Олександра Андріївна      | 05.11.2010            | середня спеціальна | член Партії регіонів                  | тимчасово не працює                                   |
| Політична партія Всеукраїнське об'єднання «Батьківщина» |                                  |                       |                    |                                       |                                                       |
| 2                                                       | Полторак Володимир Михайлович    | 05.11.2010            | вища               | член Партії регіонів                  | «Слобідка металсервіс», охоронець                     |
| 4                                                       | Кобилянська Людмила Іванівна     | 05.11.2010            | вища               | член Політичної партії «Наша Україна» | Тимківська загальноосвітня школа І-ІІІ ст., вчитель   |
| 12                                                      | Кобилянський Михайло Іванович    | 05.11.2010            | середня спеціальна | член Партії регіонів                  | тимчасово не працює                                   |
| 16                                                      | Жердєва Катерина Анатоліївна     | 05.11.2010            | вища               | позапартійна                          | Кирилівський фельдшерсько-акушерський пункт, фельдшер |
| Самовисування                                           |                                  |                       |                    |                                       |                                                       |
| 5                                                       | Коваленко Валерій Федорович      | 05.11.2010            | вища               | член Партії регіонів                  | прикордонна застава, кочегар                          |